# Johann Heinrich Waser (Politiker)
Johann Heinrich Waser (* 25. März 1600 in Zürich; † 10. Februar 1669 ebenda) war ein Schweizer Politiker, Bürgermeister von Zürich und Landvogt von Kyburg.

## Leben

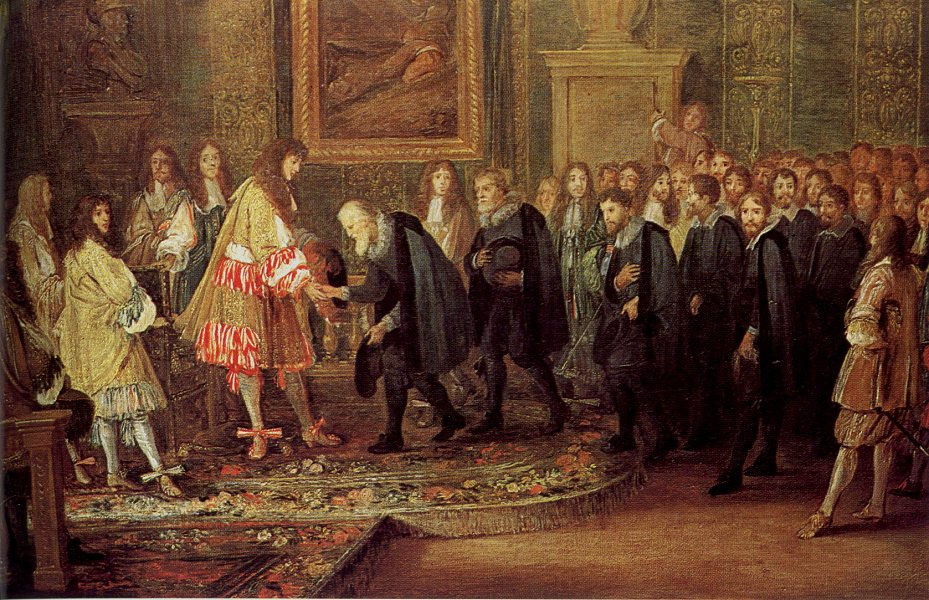
Johann Heinrich Waser an der Spitze der eidgenössischen Delegation am Hof Ludwig XIV., 1663

Johann Heinrich Waser war der Sohn des Theologen und Orientalisten Kaspar Waser (* 1565; † 1625) und stammte aus einer prominenten Zürcher Familie; sein Bruder war der Zürcher Antistes Hans Caspar Waser. Zu seinen Vorfahren konnte er auch Huldrych Zwingli und weitere Theologen und Gelehrte zählen. Dieser günstigen Ausgangslage verdankte er seine politische Laufbahn. Seine für das Alte Zürich typische Regimentskarriere begann er als Volontär auf der Kanzlei des Stadtschreibers. Danach wurde er Jungrichter, Substitut und Vertreter der Zunft zur Schmieden im Grossen Rat (Zwölfer) und später Stadtschreiber.
Von 1646 bis 1652 amtete er als Landvogt von Kyburg. In diesem Amt genehmigte er das Gesuch von Untervogt Hans Hofmann für den Bau eines eigenen Gotteshauses in Seen. Daraufhin ehrten ihn die Seemer, die zuvor zu Oberwinterthur kirchengenössig waren, mit einem Gedenkstein an der neu erbauten Kirche Seen. Heute ist aufgrund dessen ebenfalls die Landvogt-Waser-Strasse und das Quartier Waser nach ihm benannt.
1652 wurde Waser schliesslich zum Bürgermeister seiner Vaterstadt gewählt. Zwei Jahre später wurde er noch Mitglied und 1657 Obmann der Gesellschaft der Schildner zum Schneggen.
Seine Laufbahn fiel in die Zeit des Dreissigjährigen Krieges. Während seiner Amtszeit als Bürgermeister waren die wichtigsten politischen Ereignisse der Bauernkrieg von 1653, das so genannte Bundesprojekt von 1655, der erste Villmergerkrieg mit der Belagerung von Rapperswil von 1656 sowie die Erneuerung der umstrittenen Soldallianz Zürichs mit Ludwig XIV. von Frankreich im Jahre 1663.
Waser kann dabei als Vertreter der traditionellen Politik Zürichs als evangelischer Stand der alten Eidgenossenschaft gesehen werden. Er war bestrebt, gegen die katholischen Orte eine evangelische Allianz auf eidgenössischer Ebene zustande zu bringen und sich England und den Niederlanden anzunähern, um den im Goldenen Bund zusammengeschlossenen katholischen Orten gemeinsam entgegenwirken zu können. Der zürcherische Versuch, die Verbindung mit Frankreich zugunsten einer Allianz mit den protestantischen Mächten England und Holland aufzugeben, scheiterte jedoch an wirtschaftlichen wie auch religiösen Differenzen. Auch der alte Traum, einen Sonderbund der evangelischen Orte der Eidgenossenschaft zu verwirklichen, blieb unerfüllt.
Neben seiner politischen Tätigkeit übersetzte Waser konfessionelle Abhandlungen und Fachschriften zur Kriegskunst, beschrieb und kommentierte die politischen Ereignisse seiner Zeit und verfasste umfangreiche und literarisch anspruchsvolle familiengeschichtliche und autobiografische Aufzeichnungen. Diese stellen einen Höhepunkt in der reichhaltigen Zürcher Tradition der Geschichte der vornehmen Geschlechter und der eigenen Lebensbeschreibung dar. In seiner unpublizierten Autobiografie De vita sua  berichtet er über seine Bildungsreisen nach Genf, Italien, Dordrecht, England und Böhmen und verwebt familiäre und historische Ereignisse.

## Verschiedenes

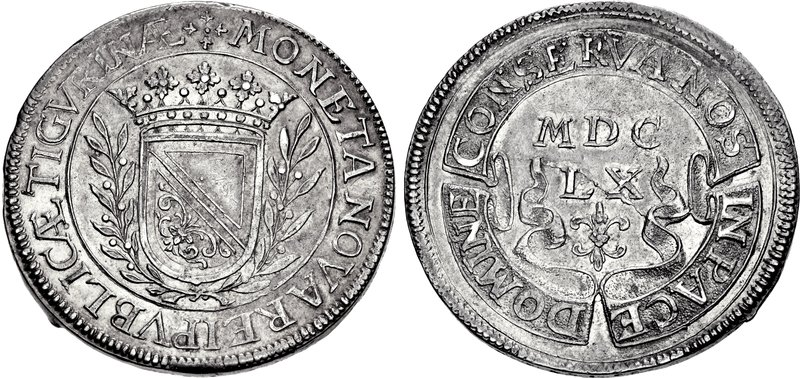
Wasertaler von 1660

- Conrad Ferdinand Meyer setzte Johann Heinrich Waser ein literarisches Denkmal in seinem historischen Roman «Jürg Jenatsch. Eine Bündnergeschichte».
- Johann Heinrich Wasers umfangreicher Nachlass befindet sich in der Zentralbibliothek Zürich und im Staatsarchiv Zürich.
- Der Wasertaler ist ein nach Johann Heinrich Waser benannter Taler aus dem Jahr 1660. Der Taler erregte den Unwillen der republikanischen Einwohner Zürichs.[5]